# Спинотти, Данте
Данте Спинотти (итал. Dante Spinotti; род. 22 августа 1943, Тольмедзо, Удине) — итальянский и американский кинооператор.

## Биография
Родился во Фриули. Дебютировал на телевидении в 1975 году. По протекции Дино Де Лаурентиса с 1985 года по большей части работал в США.

## Избранная фильмография
- Sotto… sotto… strapazzato da anomala passione (1984, Лина Вертмюллер)
- Берлинский роман / The Berlin Affair (1985, Лилиана Кавани)
- Охотник на людей / Manhunter (1986, Майкл Манн)
- Я незаконно твой / Illegally Yours (1988, Питер Богданович)
- Легенда о святом пропойце / La Leggenda del santo bevitore (1988, Эрманно Ольми, по роману Йозефа Рота, Давид ди Донателло)
- Вешние воды / Torrents of Spring (1990, Ежи Сколимовский, по повести Тургенева)
- Утешение незнакомцев / The Comfort of Strangers (1991, Пол Шредер, по роману Иэна Макьюэна)
- Последний из могикан / The Last of the Mohicans (1992, Майкл Манн, премия BAFTA лучшему оператору)
- Секрет старого леса / Segreto del bosco vecchio (1993, Эрманно Ольми, по повести Дино Буццати, Давид ди Донателло)
- Быстрый и мёртвый / The Quick and the Dead (1995, Сэм Рэйми)
- Фабрика звёзд / L’Uomo delle stelle (1995, Джузеппе Торнаторе)
- Схватка / Heat (1995, Майкл Манн)
- У зеркала два лица / The Mirror Has Two Faces (1995, Барбра Стрейзанд)
- Секреты Лос-Анджелеса / L.A. Confidential (1998, Кертис Хэнсон, номинация на Оскар лучшему оператору, премия Британского союза кинематографистов)
- Прощай, любовник / Goodbye Lover (1998, Ролан Жоффе)
- Свой человек / The Insider (1999, Майкл Манн, номинация на Оскар лучшему оператору)
- Вундеркинды / Wonder Boys (2000, Кертис Хэнсон)
- Семьянин / The Family Man (2000, Бретт Ратнер)
- Пиноккио / Pinocchio (2002, Роберто Бениньи)
- Красный дракон / Red Dragon (2002, Бретт Ратнер)
- После заката / After the Sunset (2004, Бретт Ратнер)
- Контракт / The Contract (2006)
- Люди Икс: Последняя битва / X-Men: The Last Stand (Бретт Ратнер)
- Вихрь / Slipstream (2007, Энтони Хопкинс)
- Проблеск гениальности (2008, Марк Абрахам)
- Список контактов / Deception (2008, Марсель Лангенеггер)
- Джонни Д. / Public Enemies (2009, Майкл Манн)
- Хроники Нарнии: Покоритель Зари / The Chronicles of Narnia: the Voyage of the Dawn Treader (2009, Майкл Эптед)
- Как украсть небоскрёб / Tower Heist (2011)
- Геракл / Hercules (2014)
- Цирк уродов / Freak Show (2017, Труди Стайлер)
- Человек-муравей и Оса / Ant-man and The Wasp (2018)

## Признание
Член Американского общества кинематографистов. Один из самых востребованных и ценимых кинооператоров Голливуда, номинант и лауреат многих национальных и международных премий.